# Фабиола Бельгийская
Фабио́ла де Мо́ра-и-Араго́н (фр. Fabiola de Mora et Aragon, нем. Fabiola de Mora und Aragon, нидерл. Fabiola de Mora en Aragon), при рождении Фабио́ла Ферна́нда Мари́я де лас Викто́риас Анто́ния Аделаи́да де Мо́ра-и-Араго́н (исп. Fabiola Fernanda María de las Victorias Antonia Adelaida de Mora y Aragón); 11 июня 1928, Мадрид, Испания — 5 декабря 2014, Брюссель, дворец Стюйвенберг) — королева Бельгии, супруга, а затем вдова короля Бельгии Бодуэна I.

## Биография

### Семья и ранняя жизнь
Донья Фабиола Фернанда Мария де лас Викториас Антония Аделаида была шестым ребёнком и третьей дочерью в семье дона Гонсало де Мора-и-Фернандес Риера дель Ольмо (1887—1957), 4-го маркиза де Каса-Риера, 2-го графа де Мора, и доньи Бланки Арагон-и-Каррильо де Альборнос Бароэта-Альдамар-и-Элио (1892—1981). 
Кроме неё в семье было также трое сыновей (Гонсало, Алехандро, Хайме) и три дочери (Мария де лас Ниевес, Ана Мария, Мария Лус). Как со стороны отца, так и со стороны матери Фабиола имела корни знатных семей Испании, а также королей Арагона. Близкой подругой Фабиолы была её младшая сестра Мария Лус, родившаяся через два года.
Семья Фабиолы была приближена ко двору короля Испании Альфонсо XIII, а крёстной стала супруга короля Виктория Эухения Баттенбергская. Через три года после рождения Фабиолы монархия в Испании была свергнута. Дон Гонсало с семьёй переехали в Биарриц. В 1933 году они вернулись в Испанию. Во время начала гражданской войны родители с двумя детьми находились в Париже. Лишь благодаря гувернантке и дворецкому, дети (в том числе и восьмилетняя Фабиола) покинули страну и присоединились к ним. Затем семья переехала в Лозанну, где Фабиола и Мария Лус пошли в школу. В 1939 году после окончания гражданской войны семья окончательно вернулась в Испанию. Один из её братьев, Хайме де Мора-и-Арагон (1925—1995) стал актёром. Будущая королева получила домашнее образование, хорошо рисовала и умела петь.
В 1957 году отец семейства дон Гонсало скончался после случайного падения в плохо освещенной церкви. После смерти отца Фабиола окончила школу медсестёр. Она занималась благотворительной работой, посещая госпитали и больницы. Продолжительное время снимала квартиру, что было смелым поступком для незамужней девушки в строгой католической стране. Умела управлять автомобилем. 
Фабиола, кроме родного испанского, свободно овладела французским, нидерландским, немецким, итальянским и английским языками в основном благодаря многочисленным зарубежным поездкам.

### Брак и жизнь в Бельгии

Король Бодуэн и королева Фабиола в день свадьбы, 15 декабря 1960 года.

В 1960 году Бельгия была потрясена сообщением о помолвке заядлого холостяка короля Бодуэна и неизвестной испанской дворянки Фабиолы де Мора-и-Арагон, которая к тому была старше жениха на 2 года. На вопросы об их знакомстве, пара отвечала: «Это история, которую мы расскажем нашим детям». Газеты выдвигали версии. По одной из них, Бодуэн и Фабиола познакомились в 1955 году на вечеринке у общих знакомых, причём король представился простым бельгийским дворянином. По другой версии, бывшая королева Испании пригласила Бодуэна посетить её в Швейцарии, чтобы познакомить со своими внучками. Чтобы это выглядело менее подозрительно, она пригласила и свою крестницу. Именно Фабиола и привлекла внимание молодого короля.
Свадьба состоялась 15 декабря 1960 года. Свадебная церемония продолжалась четыре часа. Гражданский союз был заключен в Тронном зале Королевского дворца в Брюсселе, венчание состоялась в собор Святых Михаила и Гудулы в Брюсселе. Автором свадебного платья для королевы стал Кристобаль Баленсиага, который ранее создавал для Фабиолы платья во время первых выходов свет. Подарком от испанского правительства стала тиара «Испанский подарок», которую лично вручала будущей королеве Кармен Поло, супруга диктатора Франсиско Франко.
На ней присутствовали представители многих королевских домов Европы и Азии. Среди гостей присутствовали король Норвегии Улаф V в сопровождении своей дочери, принцессы Астрид, королева Нидерландов Юлиана и её супруг принц-консорт Бернард, великая герцогиня Люксембурга Шарлотта и её супруг Феликс Бурбон-Пармский. Шведского короля Густава VI Адольфа представлял его сын принц Бертиль. Датскую королевскую фамилию представил принц Аксель Датский и его супруга Маргарита Шведская. Присутствовали бывший король Италии Умберто II и королева Мария Жозе, граф Хуан Барселонский и его супруга Мария де лас Мерседес Бурбон-Сицилийская, бывший король Румынии Михай I и королева Анна, бывший царь Болгар Симеон II. Британскую королевскую семью, которая тогда находилась в прохладных отношениях с бельгийцами после того, как в 1952 году король Бодуэн отказался ехать на похороны короля Георга VI, представили сестра королевы Елизаветы II принцесса Маргарет и её супруг Энтони Амстронг-Джонс, граф Сноудон. Были представители не правящих королевских домов Австрии, Бразилии, королевства Обеих Сицилий и Португалии. Семьи жениха и невесты присутствовали на свадьбе полным составом. Папа Римский Иоанн XXIII послал на свадьбу католического монарха внушительную делегацию, возглавляемую кардиналом Джузеппе Сири.
Несмотря на несколько беременностей, Фабиола так и не смогла подарить мужу наследника. Смирившись с неизбежным, король и королева стали больше уделять внимания своим племянникам, детям принца Альберта, особенно принцу Филиппу (как потенциальному наследнику). В 2008 году королева сказала прессе о своих выкидышах: «Вы знаете, я сама потеряла пять детей. Вы знаете что-нибудь об этом? У меня были проблемы со всеми моими беременностями, но вы знаете, в конце концов я поняла, что жизнь все же прекрасна».
Так как согласно конституции королева не имеет никаких государственных обязанностей, Фабиола посвятила себя благотворительности. После смерти королевы Елизаветы она стала покровительницей музыкального конкурса. В 1976 году — председателем Фонда имени короля Бодуэна. Её работа была направлена на защиту материнства и детства. Особенное внимание королева Фабиола уделяла проблемам детей инвалидов и умственно отсталых детей, положению женщин в странах Третьего мира.
Средства от опубликованной книги «12 чудесных сказок королевы Фабиолы» идут на социальные нужды.
Король Бодуэн скончался 31 июля 1993 года, когда супруги были на отдыхе в южной Испании. После его смерти вдовствующая королева переехала из Лакенского дворца в более скромный дворец Стюйвенберге, где проживала до конца жизни. Фабиола отошла от публичной жизни, чтобы не затмевать новую королеву Паолу.
В 2004 году королева пришла на свадьбу наследника испанского престола, принца Фелипе Астурийского, в изысканном платье из бумаги, которое она заказала у известной бельгийской художницы Изабель де Боршграв. 26 мая 2009 года бельгийская полиция задержала шестидесятилетнего жителя города Коксейде. По мнению полиции, он написал письмо, в котором угрожал убить королеву Фабиолу из арбалета во время Национального праздника 21 июля. В 2013 году она была гостем на свадьбе наследного великого герцога Гийома и бельгийской графини Стефании де Ланнуа. В этом же году королева, вместе с другими членами королевской семьи была на инаугурации короля Бельгии Филиппа.
Бельгийская монархия — единственная европейская монархия, имевшая (до 2014 года) трёх королев. Чтобы избежать путаницы, после смерти короля Бодуэна титул Фабиолы был изменён. Она стала именоваться королевой Бельгии, в отличие от своей невестки Паолы, носящей титул королевы бельгийцев, после отречения короля Альберта II, правящая королева бельгийцев Матильда, и две королевы: королева Фабиола и королева Паола.

### Смерть и похороны
В течение последних лет жизни королева Фабиола лечилась от остеопороза. В 2009 году она попала в больницу на 15 дней из-за воспаления лёгких, от которого так до конца и не оправилась. Врачи оценивали её состояние как серьезное. Вечером, 5 декабря 2014 года, королевский дворец объявил, что Фабиола скончалась во дворце Стюйвенберге. Бельгийское правительство объявило дни с 6 декабря по 12 днями национального траура. Об этом было объявлено на внеочередном собрании правительства премьер-министром Бельгии Шарлем Мишелем.

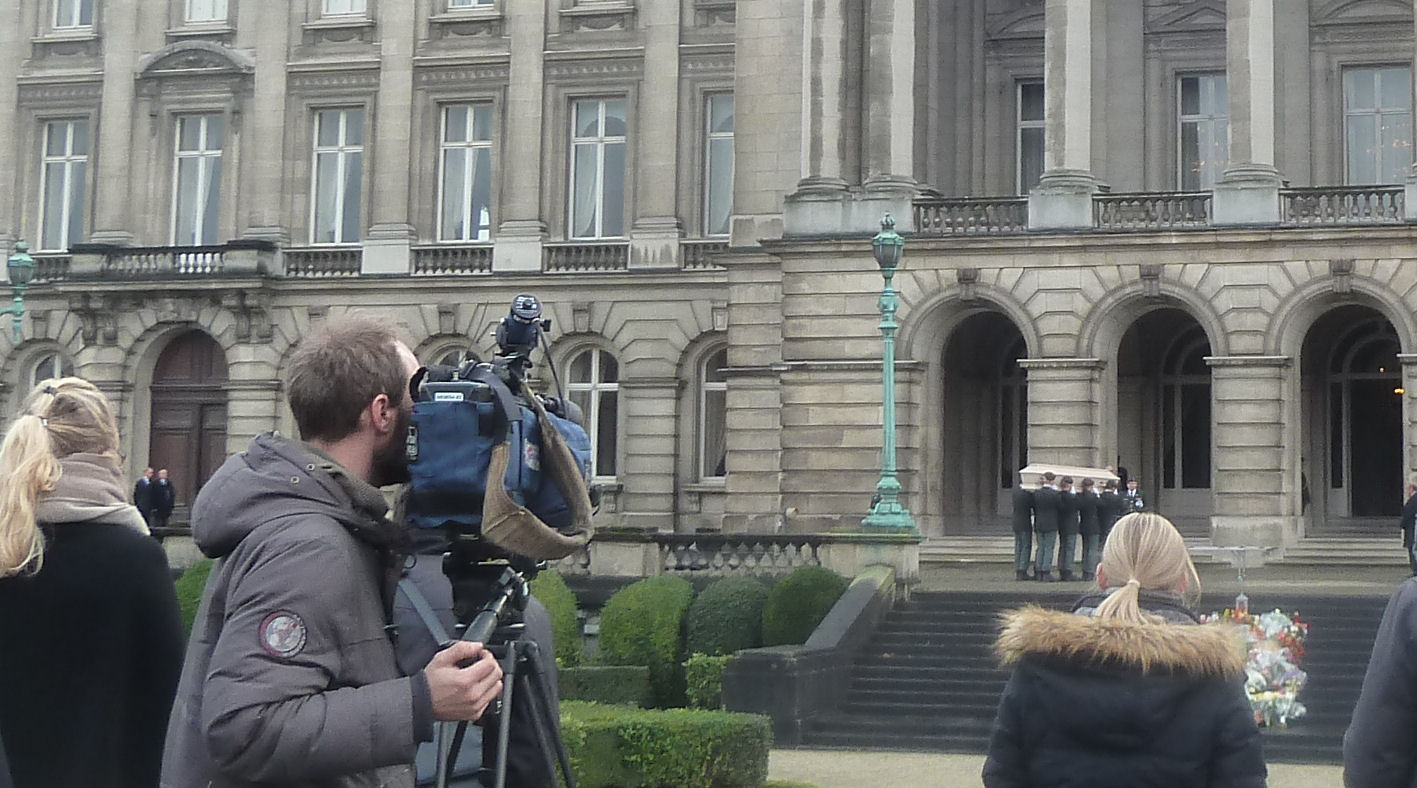
Гроб королевы Фабиолы прибывает в собор.

Королеву привезли в открытом гробу 10 декабря, где её встречали члены бельгийской королевской семьи и члены правительства. Гроб, украшенный цветами, поместили в центральном вестибюле церкви. Заупокойная месса была проведена кардиналом Годфридом Даннелсом. 12 декабря состоялись похороны в Брюссельском соборе. На них присутствовала вся бельгийская королевская семья и члены европейских и азиатских королевских домов. Среди них: императрица Японии Митико, королева Дании Маргрете II, король Швеции Карл XVI Густав и его супруга королева Сильвия, король Норвегии Харальд V с сестрой принцессой Астрид Норвежской, бывший король Испании Хуан Карлос I и его супруга королева София, принцесса Беатрикс Нидерландская, князь Лихтенштейна Ханс-Адам II, Великий герцог Люксембургский Анри с супругой Марией Терезой, Великий герцог Люксембурга Жан, наследный великий герцог Гийом с супругой Стефанией. Королевскую семью Таиланда представляла принцесса Сириндорн. Марокко представлял принц Мулай Рашид, брат короля Мухаммеда VI. На похоронах не присутствовали представители княжеского дома Монако (предположительно, в связи с рождением наследных близнецов принца Жака и принцессы Габриэллы) и британской королевской семьи, что вызвало критику со стороны прессы.
После заупокойной мессы процессия шагом отправилась на север столицы в Церковь Девы Марии королевской резиденции в Лакене, где состоялась финальная служба, открытая для широкой публики. Фабиолу похоронили в королевской усыпальнице бельгийской династии, расположенной в церковной крипте.
В честь королевы Фабиолы был назван горный массив в Антарктиде. Один из сортов цветка Brodiaea laxa (Triteleia) из семейства Лилейные (Liliaceae) получил своё имя «Queen Fabiola» в честь бельгийской королевы.

## Титулы и награды

### Титулы
- 11 июня 1928 — 15 декабря 1960: Донья Фабиола де Мора и Арагон
- 15 декабря 1960 — 31 июля 1993: Её Величество Королева Бельгийцев
- 31 июля 1993 — 5 декабря 2014: Её Величество Королева Бельгии Фабиола

### Награды
- Дама Большого креста ордена Леопольда I.
- Дама Большого креста ордена Изабеллы Католической[16]
- Крест «За заслуги перед Церковью и Папой»[17][18][19]
- Медаль 2500-летия основания Персидской империи[англ.][20][21]
- Дама большого креста Ордена Христа[22]

## Видеозаписи
- Scenes from wedding of King Baudouin to Queen Fabiola 15 December 1960 — «Фрагменты свадьбы короля Бодуэна и королевы Фабиолы, 15 декабря 1960». (англ.)
- Queen Fabiola ● A Simple Tribute — «Дань королеве Фабиоле». (англ.)
- World royalty attends Belgian Queen Fabiola's funeral — «Монархи на похоронах королевы Фабиолы». (англ.)